# Barbarano Vicentino
Barbarano Vicentino est une ancienne commune italienne située dans la province de Vicence en région Vénétie. Depuis 2018, elle fait partie de la commune de Barbarano Mossano.

## Administration
| Période                                  | Période | Identité | Étiquette | Qualité |
| ---------------------------------------- | ------- | -------- | --------- | ------- |
|                                          |         |          |           |         |
| Les données manquantes sont à compléter. |         |          |           |         |

### Hameaux
Ponte

### Communes limitrophes
Albettone, Arcugnano, Mossano, Rovolon, Villaga, Zovencedo